# Marcin Boguś
Marcin Boguś (ur. 11 lipca 1973 w Łodzi) – piłkarz polski grający na pozycji obrońcy.

## Kariera
Karierę piłkarską Boguś rozpoczął w klubie Widzew Łódź. W sezonie 1992/1993 zadebiutował w jego barwach w pierwszej lidze. W sezonie 1995/1996 wywalczył z Widzewem tytuł mistrza Polski, pomimo że w trakcie tamtego sezonu odszedł do Zagłębia Lubin.
Latem 1996 roku Boguś przeszedł z Zagłębia do Ceramiki Opoczno. Występował w niej przez 5,5 roku w rozgrywkach drugiej ligi. Na początku 2002 roku przeszedł do Górnika Łęczna. W sezonie 2002/2003 awansował z Górnikiem do pierwszej ligi.
W 2004 roku Boguś odszedł do KSZO Ostrowiec Świętokrzyski. W sezonie 2005/2006 grał w HEKO Czermno. Następnie grał w takich klubach jak: Woy Opoczno, Woy Bukowiec Opoczyński, Broń Radom, Jandar Bodzechów i Powiślanka Lipsko.
Ogółem w polskiej ekstraklasie Boguś rozegrał 79 meczów i strzelił 1 gola.